# 小艾草松鸡
，是鸡形目雉科的一种鸟类。

## 特征
小艾草松鸡体重约1902.46克，翼长约285毫米，嘴峰长约28.8毫米，喙宽度约9.4毫米，喙厚度约12.7毫米，跗蹠长约53.8毫米，尾长约286毫米。小艾草松鸡在其分布区内为留鸟，其栖息在开放的灌木丛中，食性为草食性，主要食物来源是陆生植物。

## 分布
甘尼森国家森林（科罗拉多州西南部及犹他州东南部）。